# 武蔵 MUSASHI
『武蔵 MUSASHI』（むさし）は、NHKで2003年1月5日から12月7日にかけて放送された大河ドラマ第42作。大河ドラマシリーズ初の地上デジタル放送。
NHKテレビ放送開始50周年、大河ドラマ40周年記念作品でもあった。

## 概要
原作は吉川英治の『宮本武蔵』。吉川の小説の大河ドラマ化は1991年の『太平記』以来で、4作目であった。主演の七代目市川新之助は、1994年の『花の乱』出演以来。武蔵の幼馴染・本位田又八には堤真一、幼馴染で恋人のお通役には米倉涼子、宿敵・佐々木小次郎にはTOKIOメンバーの松岡昌宏、小次郎の恋人・琴役は仲間由紀恵が序盤で同じく恋人であった八重役と兼ねて二役を演じ、琴の死後に小次郎の恋人となるお篠は宮沢りえが演じた。後半の宿敵・柳生宗矩は中井貴一が演じた。また脚本には鎌田敏夫が起用され、音楽にエンニオ・モリコーネを迎えた。大河ドラマ初出演になるビートたけしの演技が話題を呼んだが、一方で視聴率は前半以降は低迷した。平均視聴率16.7%、最高視聴率24.6%（視聴率は関東地区・ビデオリサーチ社調べ）。
史実に基いているとはいえ、女性がレイプされるシーン や濡れ場が露骨に描かれたり、虐殺シーンがあったりと、大河ドラマとしては異色の演出が見られた。
第14話において、上半身裸（映されたのは背中のみ）の吉野太夫が武蔵に対して「抱いてください」と言うシーンが放送されたが、これらの性的な表現を問題視した吉野太夫ゆかりの京都・嶋原の財団法人「角屋保存会」が「文化人であった太夫への誤解を生む」としてNHKに対し抗議を行った。それ以前にはNHKはしばしば嶋原を番組で取り上げることがあったが、この一件以降は無くなっている。
原作は巌流島の決闘で終結しているが、本作では巌流島以降の武蔵が描かれ、キリシタンの村を作り武蔵を敵視する柳生宗矩から守り抜こうとするエピソードもある。
中盤の山場となる巌流島の回では、ラジコンのヘリコプターによる空撮に加え、映画『マトリックス』で注目された視覚効果「バレットタイム（デジタルスチルカメラを30台使用）」で撮影されたシーンもあった。しかし巌流島の決闘以降、一度放映された場面を回想シーンとして構成された回も数回分あった。
また、武蔵とは何の絡みもない淀殿を中心とした豊臣家を描いた場面が挿入されたり、大坂城が落城する際には柳生宗矩との対戦以外、戦場で何もしない武蔵が描かれた。なお、総集編では「宮本武蔵」の定番エピソードである宍戸梅軒との対決が収録されておらず、お通の行動も大幅に変更されている。また、藤田まことが演じる柳生石舟斎の登場シーンがカットされている（その正確な理由は不明だが、製作スタッフと藤田との間にトラブルが起こっていたことが藤田の著書によって公表されており、以後2010年に亡くなるまで、藤田はNHKのドラマに出演しなかった）。
本作の放映に先駆けて、前年2002年の『NHK紅白歌合戦』では市川新之助が審査員として参加した。そのほかにも松岡、胤舜役の浜田学、阿厳役の武藤敬司がそれぞれの役の衣装で登場した。
なお、紀行のコーナーのタイトルは『〜紀行』というタイトルでなく、『武蔵伝説の旅』である。

## 登場人物

### 武蔵及び武蔵関係
- 新免武蔵→宮本武蔵 - 増田貴久 →七代目市川新之助
元の名は新免武蔵（しんめんたけぞう）。生来気が荒いところがあり、村の人々からは煙たがれながら育つ。青年期に父・新免無二斎から「お前は弱い」と繰り返し言われたことが悔しく、「強くなる」ために武者修行の旅に出る。その途中で柳生石舟斎をはじめとする多くの人たちと出会うことにより成長してゆく。
- 本位田又八 - 内山眞人→堤真一
武蔵の親友。武蔵と比べるとどこか頼りないところがあり、様々な失敗を繰り返す。そのことから本作でのコメディリリーフの役割を果たしている。武蔵からは「又やん」と呼ばれている。
武士としては成功できず、武蔵に対しコンプレックスに近い感情を抱いていたが、その後は商売を始め、それに生きがいを感じるなど、人間的に成長していく。また、商人としてやっていく中でようやく武蔵の心情が理解できるようになった。
- お杉 - 中村玉緒
又八の母。お通の育ての母。又八を溺愛しており、それゆえに武蔵に対して冷たい態度をとることが多かった。又八を追って江戸まで行くこともあった。しかし巌流島の戦いの後、備前に戻った武蔵・お通に誘われ、武蔵たちと共に開墾を始め村づくりに参加する。
- 権六 - 谷啓
お杉の弟。又八の叔父。お杉の旅に付き合わされるが、武蔵とお通に敵対感情は持っておらず、時折暴走するお杉の制止役でもある。
- お通 - 桜井真琴→米倉涼子（一部吹き替え：高橋ユミ）
又八の許婚で、武蔵の幼馴染み。村を出奔した武蔵を追いかける旅に出るがすれ違いが続き、諸国をさまよう。旅の道中では何度も大きな危険に遭っており、浪人たちに捕らわれかけたり、あかねや絃三に催眠術をかけられて気を失って倒れたり、祇園藤次の一味に捕らわれて身も心も弄れたりしている。紆余曲折の末、彼女は大坂の陣後、武蔵と生きていくことになる。晩年の武蔵が「五輪書」を執筆している頃には亡くなっており、仏壇にお通の位牌が置かれている。
- ルシア - 高橋惠子
お通の母。敬虔なキリシタン。
- 朱実 - 内山理名
母・お甲の手により遊女にさせられたりするが、次第に又八に惹かれるようになり母の手から離れ江戸へ向かう又八についていく。次々と新しい商売に手を出そうとする又八に振り回されながらも又八に対する愛情を深め、彼の子供を宿すことになる。
- お甲 - かたせ梨乃
朱実の母。生きるためなら朱美を道具にすることもあるが、娘のことは愛している。
- 新免無二斎 - ビートたけし
武蔵の父。又八の叔父にあたる本位田家の当主を殺したことで村人たちから白眼視され、村を追われた。元々人間不信気味なところがあり、自分の妻子に対しても愛情を注ぐことはなかった。武蔵の記憶では父は自分を圧倒する強さと怖さを持った人物だったが、細川家の使者として現れた父はまるで別人のような哀れな姿に成り果てており、武蔵は強い衝撃を受けた。
- お吟 - 菊池麻衣子
武蔵の姉。
- 本位田外記之助 - 伊藤紘
又八の叔父。本位田家の当主。
- 城太郎 - 三浦春馬
武蔵の最初の弟子。
- 青木丹左衛門 - 伊藤敏八
城太郎の父。
- たみ - 洞口依子
城太郎の母。
- 三之助 - 小池城太朗
実は児島備前の孫。のちに武蔵に付いていくことなる。
- 沢庵 - 渡瀬恒彦
禅僧。武蔵の心の師。

### 小次郎関係
- 佐々木小次郎 - 大高力也→松岡昌宏
武蔵同様、諸国を回り剣術修行をする旅を続けていて、ついに自分の技・燕返しを完成。のちに豊前小倉藩細川家の剣術師範役として召し抱えられる。武蔵とともに、お互いの実力を認め合っている。巌流島で武蔵と闘い、壮絶な死を遂げた。
- お篠 - 宮沢りえ
小次郎の恋人。奇妙な縁で小次郎と運命を共にする。
- 八重 - 仲間由紀恵
小次郎の許嫁だったが、師の命で父親を小次郎に討たれ、小次郎の目の前で自害する。
- 琴 - 仲間由紀恵
八重に瓜二つの容姿を持つ。小次郎に唇を奪われ、恋に落ちる。小次郎と共に旅に出るが、小次郎の雇い主に犯されてしまい、心をとざしてしまう。のちには小次郎と浪人の戦いで顔に刀の傷を受けてしまう。
- 原田休雪 - 遠藤憲一
仙台藩配下の黒脛巾組としてお篠を追っていたが、やがてお篠と相思相愛の関係になる。役目を放棄し、組からも逃れたために伊達側の人間に殺害される。
- 鐘巻自斎 - 津嘉山正種
佐々木小次郎の師。
- 茨木屋又右衛門 - 磯部勉
琴の元夫。商人だが元は忍びだったようである。

### 柳生一族
- 柳生石舟斎 - 藤田まこと
大和国柳生の里の領主であり、その里と民を守ることを第一に考えている。新免武蔵と勝負をし、圧倒的な実力差を見せる。
- 柳生宗矩 - 中井貴一
石舟斎の子。幕府に取り入ることで柳生を守ることを目標にしている。武蔵の前に立ちはだかる壁のような存在。
- 柳生兵庫助 - 高嶋政伸
石舟斎の孫で宗矩の甥。
- おりん - 和久井映見
宗矩の妻。当初、宗矩との仲はあまり良くなかったがのちに子を授かることになる。
- 柳生三巌 - 岩田佳也
宗矩の子。
- 柳生厳勝 - 永島敏行
宗矩の兄。兵庫助の父。
- さく - 金沢碧
厳勝の妻。兵庫助の母。
- 柳生久斎 - 岸田敏志
宗矩の兄。僧侶。
- 柳生徳斎 - 大島宇三郎
宗矩の兄。僧侶。
- 亜矢 - 寺島しのぶ
柳生に仕える忍び。武蔵にほのかな恋心を抱いていたが、最終的には対立する。
- 木村助九郎 - 川井つと
石舟斎の弟子。

### 宝蔵院一門
- 日観 - 長門勇
- 胤舜 - 浜田学
宝蔵院で武蔵と戦い、敗れた後、江戸で再び対戦した。
- 阿厳 - 武藤敬司

### 吉岡一門
- 吉岡清十郎 - 榎木孝明
武蔵が初めて戦った剣豪。名門吉岡を率いる人物であるためプライドの高さが強調された。武蔵に敗れた後は剣術を捨て出家し、後に武蔵と再会している。
- 吉岡伝七郎 - 光石研
清十郎の弟。
- 壬生源左衛門  - 狭間鉄
清十郎の叔父。
- 壬生源次郎  - 中野勇士
源左衛門の子。幼いながらも、祇園藤次らによって担がれて一乗寺の決闘の名目上のリーダーとなる。
- 祇園藤次 - 阿部寛
吉岡道場の剣術指南役。
- 植田良平 - 甲本雅裕

### 大山軍学所
- 大山勘兵衛 - 大山克巳
軍学者。将軍家剣術師範役として台頭していた柳生宗矩に敵対心を抱いている。
- 大山余五郎 - 宮内敦士
- 北見新蔵 - 草野康太
偶然出会った小次郎に軍学を馬鹿にされたことに腹を立て復讐の時を狙う。

### その他武蔵のライバル
- 宍戸梅軒 - 吉田栄作
武蔵が倒した盗賊・辻風典馬の兄。ひょんなことで鎖鎌の術を教わろうとかつに近づいてきた男が、弟を殺した仇である上に吉岡一門を倒した武芸者とわかり対決を挑む。武芸者としての野心に燃えていたが、妻子持ちの生活になったことでその気持ちが揺らぎ始めていた。
- かつ - 水野美紀
梅軒の妻。とても美しいため、浪人に襲われたが、夫に教わった鎖鎌で圧倒したという。夫の遺言によって、夫を殺した武蔵に伴われ息子と共に生まれ故郷に戻ることになったが、途中で祇園藤次の襲撃を受けることになり、武蔵と共闘する。その中でお互い愛にも似た感情を抱くようになるが、最後は武蔵と別れた。
- 夢想権之助 - 大柴邦彦
農民の出身であるが息子の出世を望む母に押され、不本意ながら数々の武芸者たちと勝負をさせられ続けた。母を喜ばせたい一心で武蔵に対決を挑み、自身の立場を明かした上でわざと負けてくれるよう頼む。あえて権之助の攻撃をうけて倒れた（と本人は思ったが、実際には母親の気迫ある一言に圧倒された武蔵に隙ができたからであった）武蔵に対する申し訳なさから、自分は仕官はせず百姓の仕事を続けたいと母に懇願する。武蔵の人柄に感銘を受けた権之助は後に、備前で村を作っている武蔵の噂を聞きつけ、開墾の手助けをするために武蔵の元へ駆けつける。柳生一門との戦いで負傷し、故郷に帰った。
- たか - 左時枝
権之助の母。
- 辻風典馬 - 永澤俊矢
- 小野忠明 - 林邦史朗
小次郎と対決し、敗北する。

### 豊臣家関係
- 淀殿 - 若尾文子
豊臣秀頼の生母。
- 豊臣秀頼 - 新晋一郎
徳川への臣従を拒み、大坂夏の陣・冬の陣と戦を行った。
- 千姫 - 橋本愛実
徳川家康の孫で秀忠の長女。秀頼の正室。
- 片桐且元 - 入川保則
- 大野治長 - 近藤正臣
- 大野治房 - 佐々木主浩
豊臣家臣。小次郎に大野家に仕えるよう要請するが断られる。その後は登場しないが最終回で討ち死にしたことが告げられた。
- 明石全登 - 京本政樹
キリシタン。
- 高台院 - 小林由利
- 孝蔵主 - 新橋耐子
- 常高院 - 姿晴香
淀殿の妹。冬の陣では豊臣方の和平交渉を担当する。
- 結姫 - 上別府里桜
- 豊臣国松 - 斉藤大河

### 徳川家関係
- 徳川家康 - 北村和夫
天下人。征夷大将軍となり江戸に幕府を開く。
- 徳川秀忠 - 中村獅童
家康の嫡男。徳川幕府二代将軍。武蔵と胤舜に御前試合を行わせる。
- 本多正信 - 西郷輝彦
家康の最側近。大久保忠隣とは犬猿の仲。
- 本多正純 - 鴈龍太郎
- 大久保忠隣 - 石橋雅史
- 板倉勝重 - 坂部文昭
京都所司代。
- 金地院崇伝 - 平松慎吾
- 阿茶局 - 泉晶子
家康の側室。大坂冬の陣の和平交渉の際には徳川方として交渉に参加。
- お六 - 須藤温子
家康の最も若い側室。
- 山村良勝 - 早坂直家
尾張徳川家家臣。木曽代官。

### 真田家関係
- 真田幸村 - 中村雅俊
浪人。九度山に幽閉されていたところを偶然通りかかった又八を捕らえる。そのことがきっかけで武蔵と親交を結ぶことになる。
- 真田大助 - 東新良和
幸村の子。武蔵に憧れを持っている。
- 利世 - 坂口良子
幸村の妻。
- あぐり - 山口このみ
- おしょぶ - 山本ルミ
- なほ - 長与梨加

### 細川家関係
- 細川忠興 - 夏八木勲
豊前小倉藩主。
- 細川忠利 - 阪本浩之
忠興の子。幕府によって忠興の跡を継ぐと決められる。
- 児島備前 - 宇津井健
小倉藩家老。三之助の祖父。高名な武蔵に小倉に来てくれるよう懇願する。
- 岩間角兵衛 - 寺田農
小倉藩家老。
- お光 - すほうれいこ
角兵衛の娘。小次郎に淡い恋心を抱いている。
- 内海孫兵衛 - 廣田高志
- 香山半太夫 - 村田宏
- 加賀四郎 - 瀬戸口郁
- 井戸亀右衛門 - 太田佳伸

### その他の大名・武将
- 池田輝政 - 中村勘九郎
姫路城主。沢庵を城に招き入れる。
- 伊達政宗 - 西村和彦
仙台藩主。武蔵を召抱えようとした。
- 藤堂高虎 - 誠直也
- 和賀忠親 - 畠中洋

### 本阿弥光悦関係
- 本阿弥光悦 - 津川雅彦
多才な芸術家。
- 妙秀尼 - 淡路恵子
光悦の母。
- 吉野太夫 - 小泉今日子
京の島原を代表する太夫。
- 宗仁 - 茂山逸平
- 俵屋宗達 - イ・ユンゴ

### 豪商
- 灰屋紹由 - 三笑亭夢之助
- 石川六兵衛 - 藤田宗久

### その他
- あかねや絃三 - 江守徹
幻術使い。薬屋の奈良井大蔵や数年前に処刑されたはずの風魔小太郎と称する。家康暗殺を目論む。
- 荒木田守武 - 森下哲夫
- 出雲阿国 - 片岡京子
- 内山半兵衛 - 西田敏行
浪人。
- 田口玄竜 - 本田博太郎
浪人。
- 半瓦弥治兵衛 - 哀川翔
江戸の荒くれ者をまとめる義侠。
- 庄司甚内 - 六平直政
江戸で遊女屋を開く。
- 山田助右衛門 - 笹野高史
尾張藩士。
- 宮内典膳 - 近藤芳正
医者。
- 桜田加左衛門 - 潮哲也
- 石母田外記 - 沼田爆
- 大鳥追松 - 寺島進
浪人。
- 佐市 - 河野洋一郎
- 菰の十蔵 - 山崎裕太
- 稚児の小六 - 永堀剛敏
- 赤壁八十馬 - うじきつよし
- 小橋蔵人 - 増田由紀夫
- 山添団八 - 丹波義隆
- 黒崎弥六 - 六角精児
- 末吉平蔵 ‐ 針原滋
- 苑田銀六 - 不破万作
- 片山幽鬼 - 田中要次
- 香山半太夫 - 村田宏
- 藤六 - 岩崎ひろし
- とめ - 田根楽子
- 弥二郎 - 古本新之輔
- 重源 - 江幡高志
- 祐筆 - 夢路いとし
- 小茶 - 内田莉紗
- 吉弥 - ダンカン
- 高音 - 緒川たまき
- やす - 角替和枝
- 慧言 - 麿赤兒
- お菊 - 広末涼子
- 茂介 - 中村梅雀
- りん弥 - 廠のえる

## スタッフ
- 脚本：鎌田敏夫
- 原作：吉川英治（『宮本武蔵』より）
- 音楽・サウンドトラック指揮：エンニオ・モリコーネ
- テーマ音楽演奏：NHK交響楽団
- テーマ音楽指揮：服部克久
- 演奏：ローマ交響楽団
- トランペット演奏：関山幸弘（NHK交響楽団首席トランペット奏者）
- フルート演奏：藤井香織
- ソプラノ独唱：増田いずみ
- 語り：橋爪功、政宗一成（第1回予告）、膳場貴子（武蔵伝説の旅）
- 時代考証：二木謙一
- 建築考証：平井聖
- 衣裳考証：小泉清子
- 題字：吉川壽一
- 殺陣・武術指導：林邦史朗（本編にも出演）、荒木章博（野田派二天一流第二十一代師範）
- 所作指導：橘芳慧
- 馬術指導：田中光法
- 邦楽指導：清元栄吉
- 絵画指導：イ・サンヒョウ、ユ・ヨンゴ
- 古楽指導：松本雅隆
- 笛指導：福原百七
- 琵琶指導：須田誠舟
- ろくろ指導：山本實
- 副音声解説：佐久田脩
- 撮影協力：茨城県、八郷町、伊奈町、水海道市、日立市、常陸太田市、岡山県、中和村、湯原町、勝山町、八束村、兵庫県姫路市、熊本県、本渡市、牛深市、福井県、福井市、三国町、山梨県小淵沢町、静岡県御殿場市
- 制作統括：一井久司、古川法一郎
- 制作：岩谷可奈子
- 美術：岸聡光、荒井敬、近藤智
- 技術：川邨亮、川崎和彦
- 音響効果：林幸夫、原大輔、吉田直矢
- 編集：阿部格
- 撮影：熊木良次、宮路信広、中村忍、岡田裕
- 照明：新藤利夫、久慈和好
- 音声：小林健一、奥山操、谷田洋一、藤善雄、中本一男
- 映像技術：釣木沢淳、田淵英明、近藤寿紀、横田幹次、片岡啓太
- 美術進行：松谷尚文、高橋秀樹、峯岸伸行
- 演出：尾崎充信、木村隆文、後藤高久、野田雄介、椰川善郎、櫻井賢、大原拓

## 放送

### 放送日程
平均視聴率 16.7%（視聴率は関東地区・ビデオリサーチ社調べ）。
| 放送回 | 放送日   | サブタイトル     | 演出     |
| ------ | -------- | ---------------- | -------- |
| 第01回 | 01月05日 | 俺は強い!        | 尾崎充信 |
| 第02回 | 01月12日 | お前を守る!      | 尾崎充信 |
| 第03回 | 01月19日 | 弱さを知れ!      | 尾崎充信 |
| 第04回 | 01月26日 | 倒してみせる!    | 木村隆文 |
| 第05回 | 02月02日 | 一から出直せ!    | 木村隆文 |
| 第06回 | 02月09日 | 決闘! 般若坂     | 尾崎充信 |
| 第07回 | 02月16日 | 秘剣! 燕返し     | 尾崎充信 |
| 第08回 | 02月23日 | いざ! 柳生の剣   | 木村隆文 |
| 第09回 | 03月02日 | おのれを知れ!    | 木村隆文 |
| 第10回 | 03月09日 | 宮本武蔵参上!    | 野田雄介 |
| 第11回 | 03月16日 | 修羅の道へ!      | 野田雄介 |
| 第12回 | 03月23日 | 俺は死なない!    | 尾崎充信 |
| 第13回 | 03月30日 | 一乗寺の決闘!    | 尾崎充信 |
| 第14回 | 04月06日 | 美は美なり!      | 尾崎充信 |
| 第15回 | 04月13日 | 響け! 笛の音     | 木村隆文 |
| 第16回 | 04月20日 | 伊達の刺客!      | 木村隆文 |
| 第17回 | 04月27日 | おのれの道!      | 尾崎充信 |
| 第18回 | 05月04日 | 女心 揺れる!     | 梛川善郎 |
| 第19回 | 05月11日 | 風雲の江戸!      | 梛川善郎 |
| 第20回 | 05月18日 | 家康暗殺!        | 尾崎充信 |
| 第21回 | 05月25日 | 必殺の鎖鎌!      | 尾崎充信 |
| 第22回 | 06月01日 | 対決! 宍戸梅軒   | 木村隆文 |
| 第23回 | 06月08日 | 夫の仇!          | 木村隆文 |
| 第24回 | 06月15日 | 蘇る! 戦いの日々 | 尾崎充信 |
| 第25回 | 06月22日 | お通の涙         | 後藤高久 |
| 第26回 | 06月29日 | 柳生の誘い       | 後藤高久 |
| 第27回 | 07月06日 | 再会! 武蔵とお通 | 尾崎充信 |
| 第28回 | 07月13日 | つかのまの愛     | 木村隆文 |
| 第29回 | 07月20日 | 小次郎動く!      | 尾崎充信 |
| 第30回 | 07月27日 | 石舟斎の遺訓     | 野田雄介 |
| 第31回 | 08月03日 | お通、いずこに   | 木村隆文 |
| 第32回 | 08月10日 | 武蔵の決意       | 櫻井賢   |
| 第33回 | 08月17日 | 父との再会       | 野田雄介 |
| 第34回 | 08月24日 | 対決! 夢想流     | 尾崎充信 |
| 第35回 | 08月31日 | 武蔵、小倉へ!    | 木村隆文 |
| 第36回 | 09月07日 | 武蔵と小次郎     | 木村隆文 |
| 第37回 | 09月14日 | 巌流島への道     | 尾崎充信 |
| 第38回 | 09月21日 | 決闘! 巌流島     | 尾崎充信 |
| 第39回 | 09月28日 | 武蔵帰還         | 木村隆文 |
| 第40回 | 10月05日 | 信じる心         | 大原拓   |
| 第41回 | 10月12日 | 又八 危うし!     | 梛川善郎 |
| 第42回 | 10月19日 | 武蔵と幸村       | 尾崎充信 |
| 第43回 | 10月26日 | 武蔵村の危機     | 梛川善郎 |
| 第44回 | 11月02日 | お杉逝く!        | 尾崎充信 |
| 第45回 | 11月09日 | 冬の陣開戦!      | 梛川善郎 |
| 第46回 | 11月16日 | 宿敵! 柳生宗矩   | 大原拓   |
| 第47回 | 11月23日 | 涙の別離         | 櫻井賢   |
| 第48回 | 11月30日 | 柳生を倒せ!      | 木村隆文 |
| 最終回 | 12月07日 | 武蔵よ永遠に!    | 尾崎充信 |

### 総集編
12月28日一括放送。
- 第一部「俺は強い!」（19:20–20:45）
- 第二部「決闘!巌流島」（21:00–22:25）

## メディア
2000年以降に放送された大河ドラマで唯一、DVDなどのソフト化が長らく全くされていない作品であったが、2023年に完全版・総集編のDVDソフトが発売された。NHKアーカイブスでは2019年12月より総集編の視聴が可能となっている。

## 著作権訴訟
第1回の山場となる夜盗襲撃シーンは、茨城県にロケセット「伊吹山の庄屋の家」を製作した力の入った撮影であったが黒澤明監督の映画『七人の侍』（1954年）に類似している部分があった。放映後に週刊誌などからも指摘され、イメージダウンになっている。黒澤プロ側はオマージュとしては解せず、放送終了後の2004年1月に、NHKと脚本家に対し、著作権（翻案権）侵害などを理由に訴訟を起こしたが、2004年東京地方裁判所により請求は棄却された。2005年に知的財産高等裁判所も一審を支持。同年、最高裁も上告を棄却した。「芸術的完成度がまったく違う」という判決であった。
2011年9月に書道作家である上坂祥元 が同作品並びに『龍馬伝』のタイトルロゴが自らの構図と酷似し、著作権を侵害しているなどとして、NHKを相手取り、約1,100万円の損害賠償を求める訴訟を京都地裁に起こした。ただし、京都地裁・大阪高等裁判所とも創作性を認めず、原告の訴えを退けている。

## 評価
2016年2月19日にTBSラジオの番組『荻上チキ・Session-22』内で「今夜決定！最高の大河ドラマ」という特集が放送され、同番組リスナーや出演者が１人１票で投票した順位の結果が発表された。この時点まで発表された全ての大河ドラマ作品が対象で総投票数1,000票以上の大規模なものであったが、本作は『春の坂道』と共に1票も投票されずワースト作品となった。番組に出演した時代劇研究家・春日太一は本作について前述の巌流島の決闘が物語の中盤で終わってなお話が続く件にも触れ「驚くぐらいつまらなかった」とコメントした。